# Arrecina Tertulla
Arrecina Tertulla, ou Arricidie, était une Romaine ayant vécu au Ier siècle. Première épouse du futur empereur Titus et possible mère de sa fille Julia Flavia, elle est d'origine obscure et sa famille était de rang équestre.

## Biographie
Le père de Tertulla était appelé Marcus Arrecinus Clemens. Clemens était un préfet du prétoire honorable qui servit en 38 de notre ère sous le règne de l'empereur Caligula. La mère de Tertulla pourrait avoir été nommée Julia et elle avait un frère appelé Marcus Arrecinus Clemens, qui servit aussi comme préfet du prétoire en 70 sous l'empereur Vespasien.
Son cognomen, Tertulla, est un surnom pour le cognomen féminin Tertia. Tertia en latin signifie « la troisième fille ». Une autre Romaine surnommée Tertulla était Junia Tertia, une demi-sœur de l'homme politique républicain Marcus Junius Brutus. Il y a une possibilité que Tertulla soit liée du côté paternel à Vespasien.
On connait peu de chose sur la famille de Tertulla et sa vie. En 62, elle a épousé le futur empereur Titus, premier fils de Vespasien. Ce mariage pourrait avoir été arrangé par les pères de Tertulla et Titus, pour promouvoir la carrière politique et militaire de Titus, mais aussi fournir le soulagement, la compensation financière de la dette encourue par le proconsulat de Vespasien. Elle pourrait avoir été la mère de Julia Flavia, même si selon certains auteursTitus et Tertulla n'avaient pas d'enfants. Après la mort de sa femme, Titus s'est marié en 63 à Marcia Furnilla.

## Sources
1. ↑  Brian W. Jones, The Emperor Domitian, Taylor & Francis, 1993, 38 p. (ISBN 9780415101950)

- Suetone, Vie des Douze Césars : Titus
- John Donahue, « Titus Flavius Vespasianus (A.D. 79-81) », De Imperatoribus Romanis: An Online Encyclopedia of Roman Rulers and Their Families, 15 mai 2008 (consulté le 16 mai 2008)
- « Titus Flavius Sabinus Vespasianus (AD 40 - 81) », Illustrated History of the Roman Empire, 11 mai 2008 (consulté le 16 mai 2008)
- David A. Wend, « TITUS: Darling of the Human Race? », 25 octobre 2009 (consulté le 16 mai 2008)